# Мисс Интернешнл 1984

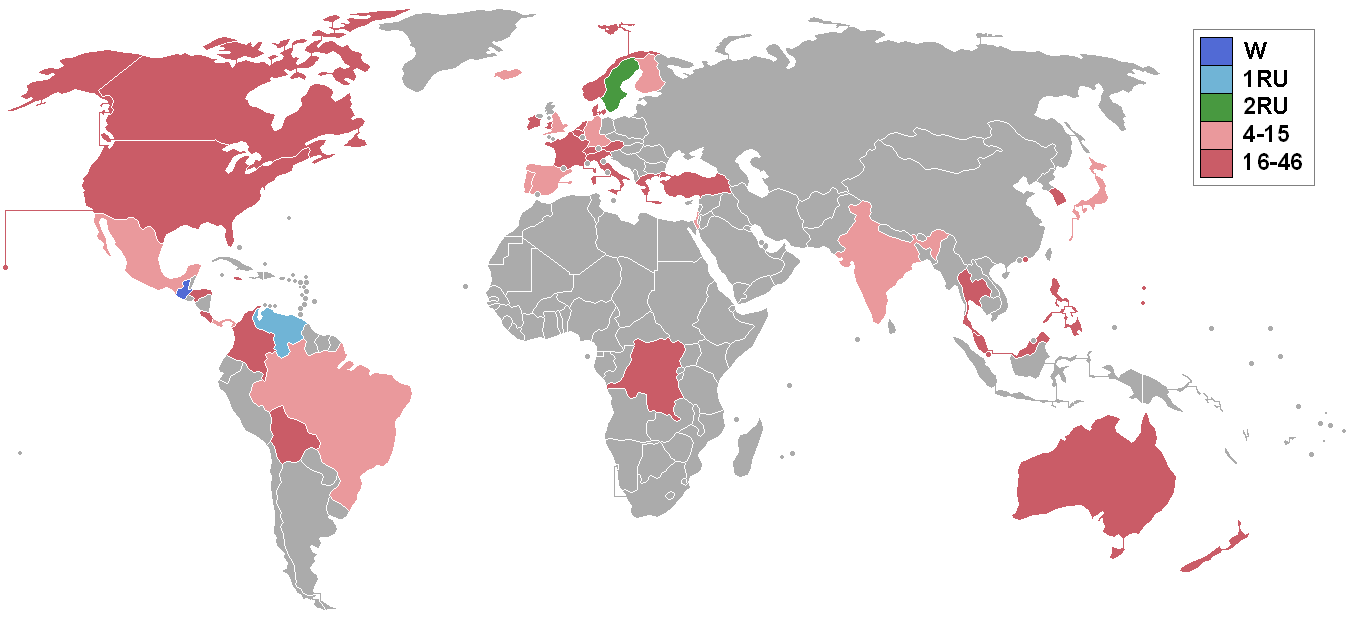
Страны-участницы Мисс Интернешнл

Мисс Интернешнл 1984 (англ. Miss International 1984) — 24-й по счёту конкурс красоты Мисс Интернешнл, проведённый 30 октября 1984 года в Йокохама (Япония), который выиграла Ильма Уррутия из Гватемалы.

## Финальный результат
| Итоговый результат   | Участница |
| -------------------- | --- |
| Мисс Интернешнл 1984 | - Гватемала — Ильма Уррутия |
| 1-я вице-мисс        | - Венесуэла — Мириам Лейдерман |
| 2-я вице-мисс        | - Швеция — Гунилла Мария Кольстрём |
| Полуфиналистки       | - Бразилия — Ана Глиц - Англия — Карен Лесли Мур - Финляндия — Тиина Йоханна Каарина Лайне - Германия — Петра Гайслер - Исландия — Гулан Стелла Бринхольфсдоттир - Индия — Наланда Равиндра Бандар - Израиль — Пацит Коэн - Япония — Джунко Уэно - Мексика — Адриана Маргарита Гонсалес Гарсиа - Панама — Виелька Мариана Марсиас - Португалия — Тереза Алендоуру Пинту - Испания — Соледад Марисоль Пила Баланса |

## Специальные награды
| Награда                    | Участница                                     |
| -------------------------- | --------------------------------------------- |
| Лучший национальный костюм | - Мексика — Адриана Маргарита Гонсалес Гарсиа |
| Мисс Дружба                | - Малайзия — Дженифер Фоонг Сим Янг           |
| Мисс Фотогеничность        | - Португалия — Тереза Алендоуру Пинту         |
| Мисс Элегантность          | - Панама — Виелька Мариана Марсиас            |

## Участницы
| - Австралия — Барбара Франциска Кенделл - Австрия — Изабелла Халлер - Бельгия — Анн Ван Ден Броек (Universe, Europe и World 85) - Боливия — Мария Кристина Гомес - Бразилия — Анна Глиц - Канада — Терри Ли Бэйли - Колумбия — Сильвия Марица Юнда Чарри - Коста-Рика — Моника Самора Веласко - Дания — Катарина Клаусин (Universe 84) - Англия — Карен Лесли Мур (4th RU Universe 83; SF Europe 84) - Финляндия — Тиина Йоханна Каарина Лайне - Франция — Коринн Террасон - Германия — Петра Гайслер - Греция — Вивиан Галанопулу - Гуам — Элеанор Бенавенте Умагат - Гватемала — Ильма Хульета Уррутиа Чанг (SF Universe 84) - Нидерланды — Розалия ван Бремен (победительница World Miss University 84) - Гондурас — Миртис Элита Иде (Universe & World 84) - Гонконг — Дебби Цуй Йен-Мей - Исландия — Гублауг Стелла Бринхольфсдоттир (Europe 85) - Индия — Наланда Равиндра Бандари - Ирландия — Карен Курран | - Израиль — Пацит Коэн - Италия — Моника Галло - Ямайка — Келли Анн О'Бриен - Япония — Джунко Уено - Республика Корея — Ким Кьёнг-ри - Малайзия — Дженифер Фунг Сим Янг - Мексика — Адриана Маргарита Гонсалес Гарсиа - Новая Зеландия — Труди Анн Вест - Северные Марианские Острова — Мари Селеста Сасакура Мендиола - Норвегия — Моника Лин - Панама — Виелька Мариана Марсиас - Филиппины — Мария Белла де ла Пенья Начор - Португалия — Тереза Алендоуру Пинту - Шотландия — Сиобан Фоул - Сингапур — Вонг Лин - Испания — Соледад Марисоль Пила Баланса - Швеция — Гунилла Мария Кольстрём - Швейцария — Габриель Амрейн - Таиланд — Прании Миюнам - Турция — Гамз Туадароглу - США — Сандра Ли Персиваль - Венесуэла — Мириам Лейдерман Эппель - Уэльс — Джейн Анн Рили (Universe 84) - Заир — Нгалула Ва Нтумба Багиша |

## Не участвовали
- Аргентина — Фабиана Гомес
- Пуэрто-Рико — Сандра Бошан Роше